# Samarnica
Samarnica (cyr. Самарница) – wieś w Serbii, w okręgu jablanickim, w gminie Vlasotince. W 2011 roku liczyła 110 mieszkańców.